# The Patient
The Patient (bra: O Paciente) é uma série limitada de suspense psicológico americana criada por Joel Fields e Joe Weisberg para o FX on Hulu. A série é composta por dez episódios e estreou em 30 de agosto de 2022.
O drama vai estrear no Brasil, no streaming Star+, em 21 de dezembro de 2022.

## Sinopse
Um terapeuta (Steve Carell) é mantido em cativeiro por um serial killer (Domhnall Gleeson) que procura ajuda para conter seus impulsos homicidas.

## Elenco e personagens

### Principal
- Steve Carell como Alan Strauss, um terapeuta de luto pela recente morte de sua esposa[2]
- Domhnall Gleeson como Sam Fortner, um serial killer e novo paciente de Alan[2]
- Linda Emond como Candace Fortner, mãe de Sam[2]

### Recorrente
- Andrew Leeds como Ezra Strauss, o filho distante de Alan e Beth[2]
- Laura Niemi como Beth Strauss, a esposa recentemente falecida de Alan[2]
- David Alan Grier como Charlie Addison, ex-terapeuta de Alan[2]
- Alex Rich como Elias, um homem mantido em cativeiro por Sam

## Episódios
| N.º | Título                    | Dirigido por          | Escrito por                | Lançamento             |
| --- | ------------------------- | --------------------- | -------------------------- | ---------------------- |
| 1   | "Intake"                  | Chris Long            | Joel Fields & Joe Weisberg | 30 de agosto de 2022   |
| 2   | "Alan Learns to Meditate" | Chris Long            | Joel Fields & Joe Weisberg | 30 de agosto de 2022   |
| 3   | "Issues"                  | Kevin Bray            | Joel Fields & Joe Weisberg | 6 de setembro de 2022  |
| 4   | "Company"                 | Kevin Bray            | Joel Fields & Joe Weisberg | 13 de setembro de 2022 |
| 5   | "Pastitsio"               | Kevin Bray            | Joel Fields & Joe Weisberg | 20 de setembro de 2022 |
| 6   | "Charlie"                 | Gwyneth Horder-Payton | Joel Fields & Joe Weisberg | 27 de setembro de 2022 |
| 7   | "Kaddish"                 | Gwyneth Horder-Payton | Joel Fields & Joe Weisberg | 4 de outubro de 2022   |
| 8   | "Ezra"                    | Chris Long            | Joel Fields & Joe Weisberg | 11 de outubro de 2022  |
| 9   | "Auschwitz"               | ASA                   | Joel Fields & Joe Weisberg | 18 de outubro de 2022  |
| 10  | "The Cantor's Husband"    | ASA                   | Joel Fields & Joe Weisberg | 25 de outubro de 2022  |

## Produção

### Desenvolvimento
Em outubro de 2021, a série foi anunciada e recebeu um pedido de dez episódios. Steve Carell foi escolhido para estrelar e produzir a série limitada. Joel Fields, Joe Weisberg, Caroline Moore e Victor Hsu também atuam como produtores executivos. Fields e Weisberg também atuam como escritores e criadores. Chris Long ingressou como diretor dos dois primeiros episódios e produtor executivo em janeiro de 2022.

### Seleção de elenco
Juntamente com o anúncio da série, Steve Carell foi escalado. Domhnall Gleeson, Linda Emond, Laura Niemi e Andrew Leeds foram escalados em janeiro de 2022. Em fevereiro de 2022, Alex Rich e David Alan Grier foram escalados para papéis recorrentes.

### Filmagens
As filmagens começaram em meados de janeiro de 2022 em Los Angeles.

## Recepção
No site agregador de críticas Rotten Tomatoes, a série possui um índice de aprovação de 86% com uma classificação média de 7.1/10, com base em 43 críticas. O consenso dos críticos do site é: "Embora The Patient possa testar a paciência dos espectadores estendendo demais sua presunção matadora, o melhor trabalho da carreira de Domhnall Gleeson e Steve Carell faz com que esta sessão de terapia valha a pena. No Metacritic, que usa um média ponderada, a série recebeu uma pontuação de 74 em 100 com base em 29 críticas, indicando "críticas geralmente favoráveis".
Segundo o site Diário de Séries, Steve Carell é o grande destaque da minissérie, no melhor da forma dele: "O que O Paciente tem de precioso, para quem está acostumado a ver Steve Carell dentro de tramas de humor, é a atuação dramática nota 10 [do ator]".

## Referência
1. 1 2  «O Paciente: série com Steve Carell em papel dramático chega no Star+». Diário de Séries. 24 de outubro de 2022. Consultado em 24 de outubro de 2022
2. 1 2 3 4 5 6  «Cast – The Patient on FX». FX Networks (em inglês). Consultado em 25 de agosto de 2022
3. ↑  Gallucci, Nicole (30 de agosto de 2022). «'The Patient' Episode Guide: How Many Episodes in Steve Carell's New Show?». Decider (em inglês). Consultado em 8 de setembro de 2022
4. 1 2  «The Patient (2021-2022)». Writers Guild of America West (em inglês). Consultado em 24 de junho de 2022
5. ↑  «Shows A-Z - Patient, The on FX on Hulu». The Futon Critic (em inglês). Consultado em 24 de junho de 2022
6. ↑  «(#105) "Pastitsio"». The Futon Critic. Consultado em 22 de agosto de 2022
7. ↑  «(#106) "Charlie"». The Futon Critic. Consultado em 29 de agosto de 2022
8. ↑  «(#107) "Kaddish"». The Futon Critic. Consultado em 7 de setembro de 2022
9. ↑  «(#108) "Ezra"». The Futon Critic. Consultado em 12 de setembro de 2022
10. 1 2  Petski, Denise (7 de outubro de 2021). «Steve Carell To Star In & EP FX Limited Series 'The Patient' From 'The Americans' Duo». Deadline Hollywood (em inglês). Consultado em 24 de junho de 2022
11. ↑  Goldberg, Lesley (7 de outubro de 2021). «Steve Carell to Star in FX Comedy From 'The Americans' Duo». The Hollywood Reporter (em inglês). Consultado em 24 de junho de 2022
12. 1 2 3  Andreeva, Nellie (11 de janeiro de 2022). «'The Patient': Domhnall Gleeson To Star, Three Others Join Steve Carell In FX Series From 'The Americans' Duo». Deadline Hollywood (em inglês). Consultado em 24 de junho de 2022
13. ↑  Porter, Rick (11 de janeiro de 2022). «Domhnall Gleeson to Star With Steve Carell in FX's 'The Patient'». The Hollywood Reporter (em inglês). Consultado em 24 de junho de 2022
14. ↑  Otterson, Joe (7 de fevereiro de 2022). «FX Limited Series 'The Patient' Casts 'GLOW' Alum Alex Rich (EXCLUSIVE)». Variety (em inglês). Consultado em 24 de junho de 2022
15. ↑  Petski, Denise (10 de fevereiro de 2022). «'The Patient': David Alan Grier Joins Steve Carell & Domhnall Gleeson As Recurring In FX Series». Deadline Hollywood (em inglês). Consultado em 24 de junho de 2022
16. ↑  «The Patient - Production List». Film & Television Industry Alliance (em inglês). 6 de dezembro de 2021. Consultado em 24 de junho de 2022
17. ↑  «The Patient: 1.ª temporada». Rotten Tomatoes (em inglês). Fandango Media. Consultado em 4 de setembro de 2022
18. ↑  «The Patient: 1.ª temporada». Metacritic (em inglês). Fandom, Inc. Consultado em 4 de setembro de 2022
19. ↑  «Crítica de O Paciente: você nunca viu Steve Carell tão bom assim». Diário de Séries. 21 de dezembro de 2022. Consultado em 21 de dezembro de 2022